# Patrick Matthew
Patrick Matthew (Perth and Kinross, 20 de outubro de 1790 — Errol, 8 de junho de 1874) foi um naturalista escocês, que propôs o princípio da selecção natural como mecanismo evolutivo, um quarto de século antes de Alfred Russel Wallace e Charles Darwin.
Não obstante, Matthew não desenvolveu nem publicitou as suas ideias, que permaneceram desconhecidas até à publicação de A Origem das Espécies. 